# Sint-Elisabethgasthuis (Aarschot)

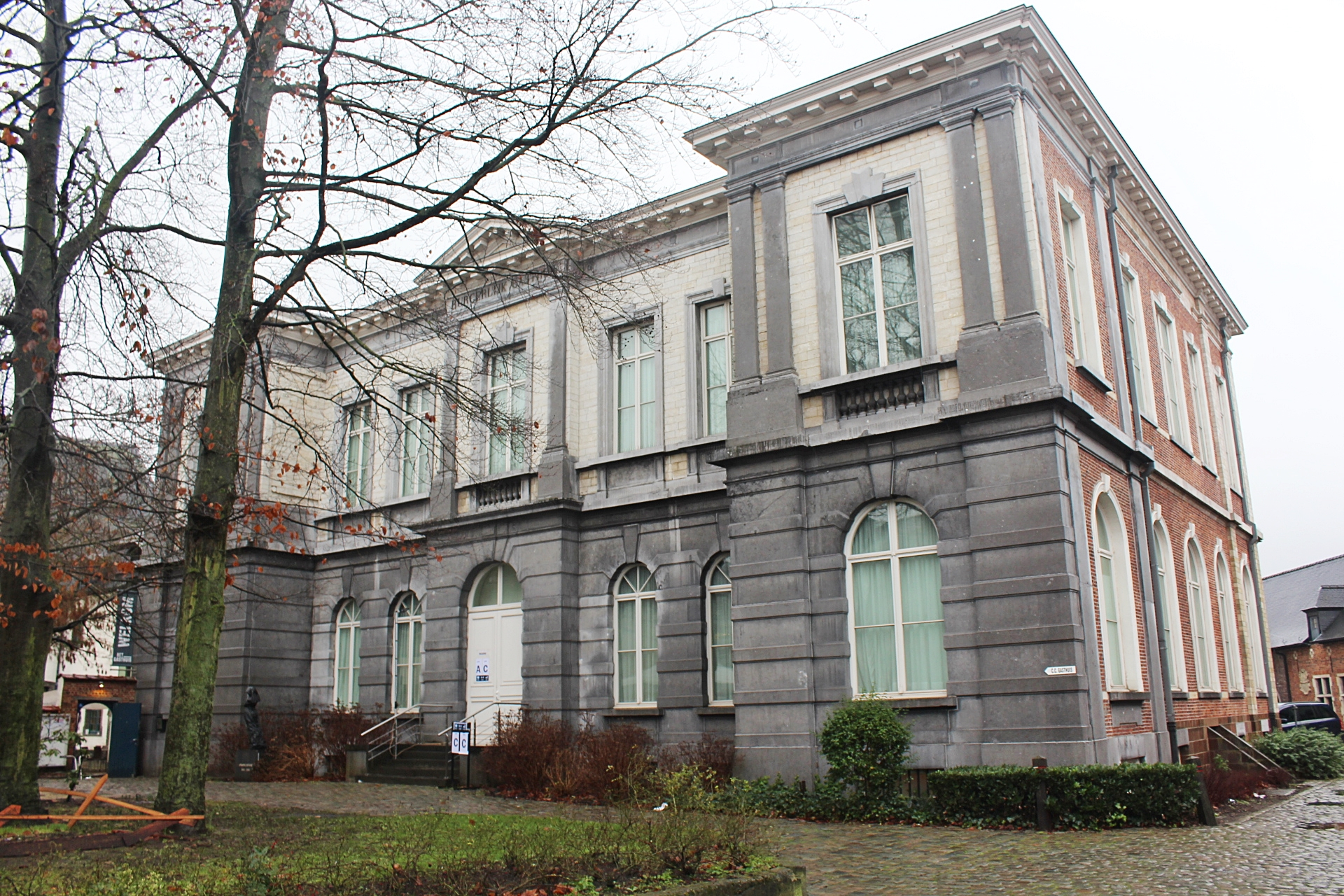
Voormalig Burgerlijk Gasthuis (1840)

Het complex van het Sint-Elisabethgasthuis in Aarschot is het voormalig ziekenhuis van de stad, met een oorsprong als gasthuis die teruggaat tot de 13de eeuw. Het heterogene gebouwenbestand geeft een overzicht van de verschillende zorgfuncties en de architectuur sinds de aanwezigheid van de grauwzusters in 1655 tot het einde van de 20ste eeuw. In de periode 1995 - 2005 werd de site omgevormd tot een culturele pool van de stad.

## Geschiedenis

### Ontstaan
Het ontstaan van het gasthuis moet gesitueerd worden rond de tweede helft van de 13de eeuw. Het oudste document waarin het Aarschotse gasthuis vermeld wordt, dateert van 1288 en handelt over de aanstelling van een kapelaan voor de gasthuiskapel. De oprichting van het hospitaal in de 13de eeuw hangt nauw samen met de economische bloei van de stad. Het gasthuis was een burgerlijke instelling. Jaarlijks werden twee gasthuismeesters door resp. de drossaard en de stadsmagistraat benoemd. Meesteressen stonden in voor de opvang van de hulpbehoevenden. Er was één ziekenzaal zonder onderscheid voor mannen en vrouwen of de aard van de ziekte. Uitzondering waren de lepra- en pestlijders die in een apart gebouw in de gasthuistuin werden ondergebracht.

### Het laatmiddeleeuwse gasthuis

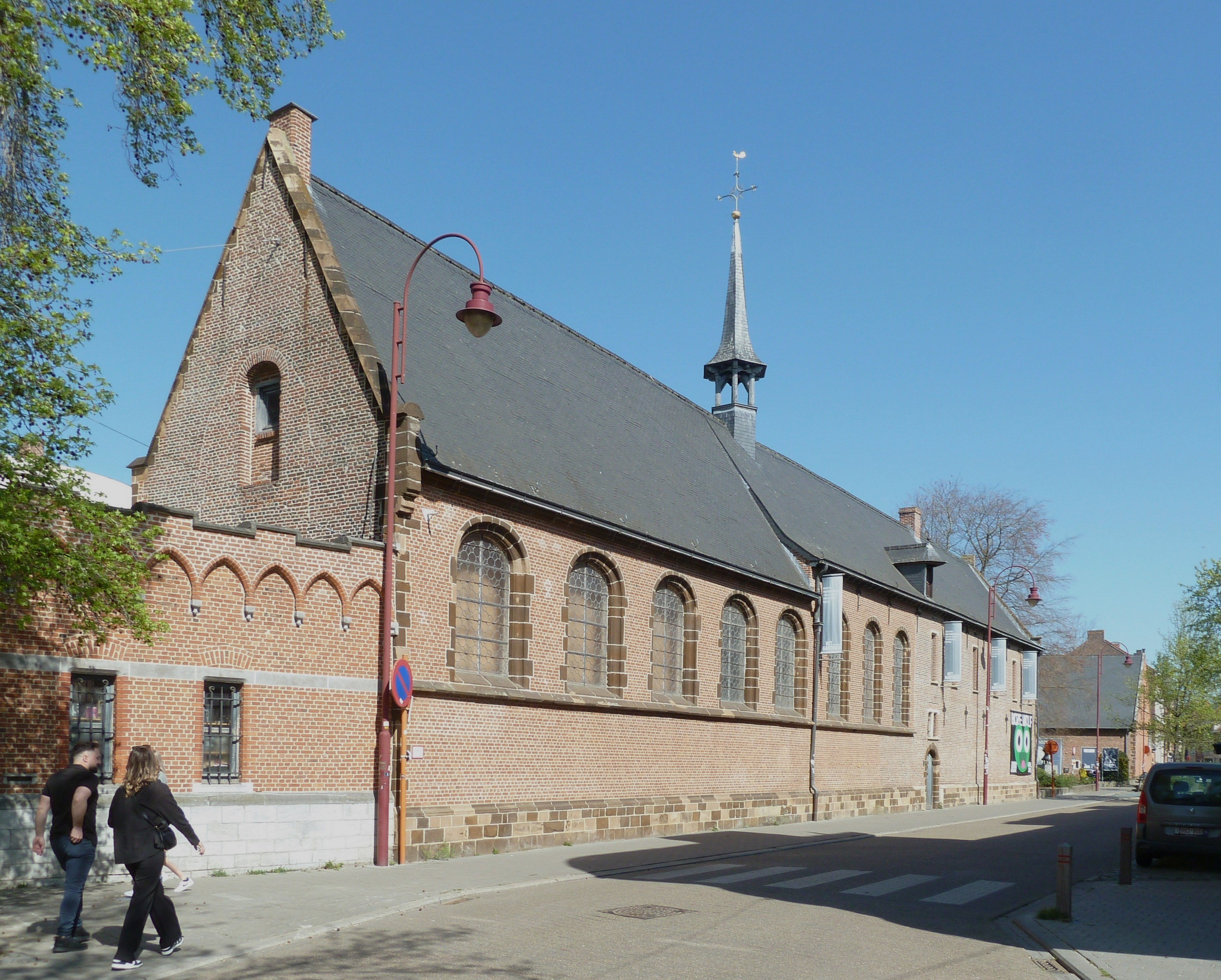
De laatmiddeleeuwse gasthuiskapel (1655)

In de volgende eeuwen nam de rijkdom van het gasthuis via schenkingen toe en breidde het zijn bezittingen uit. Het laatmiddeleeuwse gasthuis stond in voor het verzorgen van zieken en het ontvangen van reizigers. Het gasthuis omvatte meerdere vertrekken. De ziekenzaal bood plaats voor een 30-tal bedden. Vanuit de ziekenzaal kon de zieke de mis volgen in de aanpalende kapel, met een altaar gewijd aan Sint-Joris. De huismeesteres die het gasthuis bestuurde, beschikte over een goed ingerichte woonst. Het verzorgingspersoneel bestond uit leken. In sommige omstandigheden werd de ondersteuning van religieuzen gevraagd. Zo kwamen tijdens de pestepidemie van 1575 drie gasthuiszusters uit Mechelen de zieken verzorgen. Een chirurgijn of barbier kon worden gevraagd voor o.a. aderlaten, tanden trekken en het verzorgen van breuken. Tussenkomst van een arts diende door de patiënt zelf betaald te worden.

### 17de en 18de eeuw
In 1578 werd Aarschot door de protestantse troepen en het Spaanse leger verwoest. In 1597 noteert Charles Millet, secretaris in dienst van de schatmeester-generaal A. Carpentier: ‘de gebouwen die dienden als hospitaal zijn volledig verwoest, behalve restanten en kleine muurtjes.’ In de eerste jaren van de 17de eeuw werd het gasthuis beperkt heringericht. Al in 1607 deed de Mechelse aartsbisschop Matthias Hovius een poging om in het gasthuis een religieuze gemeenschap te stichten. Bijna een halve eeuw later, in mei 1653, sloten de aartsbisschop van Mechelen, Jacobus Boonen en de zevende hertog van Aarschot, Filips-Frans van Arenberg, een overeenkomst om de ziekenzorg aan religieuzen toe te vertrouwen. Op nieuwjaarsdag 1655 stichtten drie grauwzusters van het klooster van Sint-Annendaal in Diest de nieuwe communauteit die aan Onze-Lieve-Vrouw zou worden toegewijd. De gemeenschap werd eigenaar van de gasthuisgebouwen en kreeg de helft van de gasthuisbezittingen om de arme zieken te onderhouden. De andere helft kwam ten goede van de Heilige Geesttafel. De zusters dienden zelf in te staan voor de kosten van twee patiënten. Voor de overige zieken, die door de zusters zowel in het hospitaal als thuis verpleegd werden, betaalde de stad een vergoeding.
In oktober 1655 werd een nieuw gebedshuis ingewijd. Aanpalend werd het klooster gebouwd met o.a. keuken, refter, werkhuis en kloostercellen.

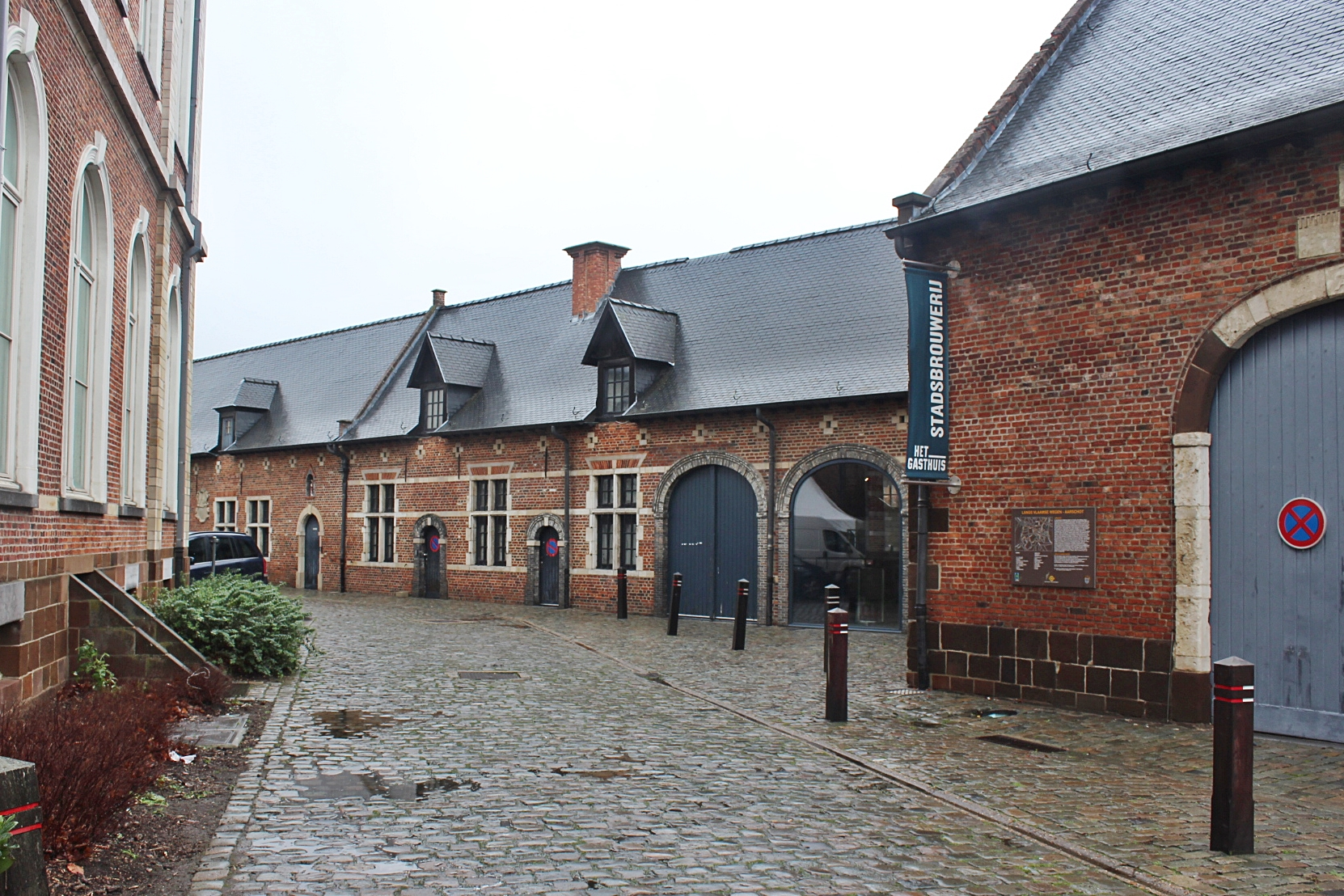
De Elisabethzalen uit het begin van de 18de eeuw

In het begin van de 18de eeuw telde de bloeiende gemeenschap een 20-tal zusters. In de periode 1700-1706 werd het complex uitgebreid met nieuwe kloostergebouwen, ziekenzalen en een vleugel in het verlengde van de kapel. De nieuwe ziekenzalen aan de noordzijde van het terrein, en die tot 1840 zouden dienst doen, bestonden uit twee lange aan mekaar palende gebouwen, voor vrouwen en mannen apart. De zalen waren toegewijd aan de heilige Elisabeth. Indien mogelijk kregen de zieken een afzonderlijk bed. Een arts stond voortaan de religieuzen bij. In het gebouw in het verlengde van de kapel, werd de apotheek ondergebracht. Het interieur van de apotheek dateert van 1767. Eveneens in 1767 werd het klooster met een nieuwe vleugel uitgebreid, een gebouw in Louis XV-stijl met mansardedak.
Onder het Franse bestuur werd op 15 november 1797 het klooster opgeheven. Het gasthuis en alle daartoe behorende goederen kwamen in handen van de gemeentelijke Commissie der Burgerlijke Godshuizen. De grauwzusters mochten evenwel hun verzorgende activiteiten voortzetten, zij het dat hen verboden werd om een kloosterhabijt te dragen. In 1810 werd de religieuze communauteit door de Franse overheid opnieuw wettelijk erkend, maar het gasthuis bleef beheerd door de burgerlijke commissie.

### 19de eeuw
In het begin van de 19de eeuw was er nood aan een modern hospitaal en rond 1840 werd naar de plannen van de Leuvense architect Alexander van Arenbergh (1799-1877) een nieuw Burgerlijk Gasthuis tussen de oude ziekenzalen en het klooster gebouwd. De voormalige 18e-eeuwse ziekenhuisgebouwen bleven achtereenvolgens in gebruik als washuis, brouwerij, bakkerij en boerderij.

### 20ste eeuw

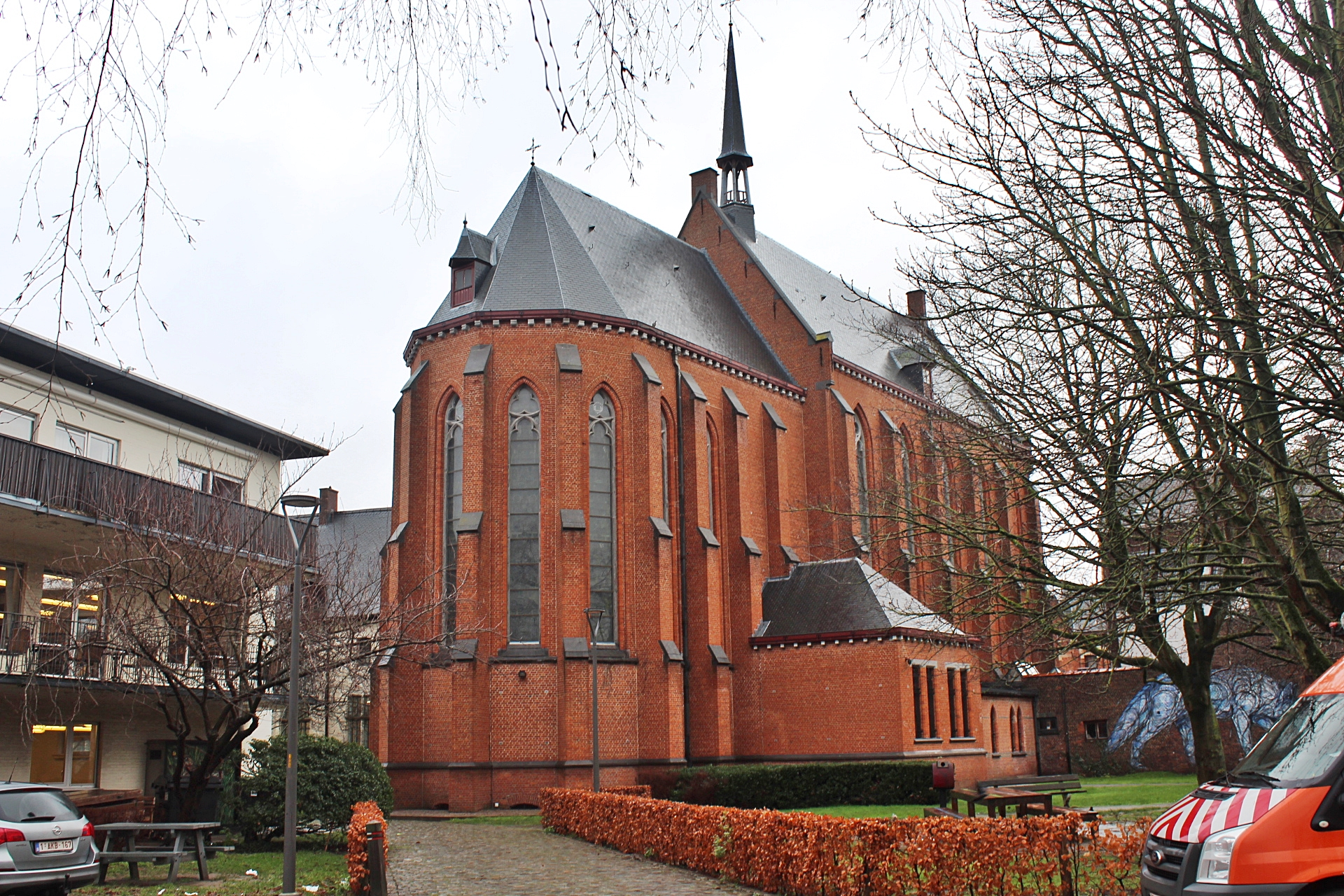
Koor van de neogotische gasthuiskapel (1905)

Door een legaat van de Aarschotse rentenier Lodewijk Van Haesendonck kon in 1905 een nieuwe neogotische gasthuiskapel naar het ontwerp van architect Pieter Langerock (1859-1923) worden ingewijd.
Voor de behandeling van besmettelijke ziekten werd in 1913 achteraan het domein een afgezonderd gebouw (lazaret) gebouwd met een ontsmettingsstation en lijkhuis. De Aarschotse architect Leo Van Crieckinge tekende de plannen.
Na de Eerste Wereldoorlog werd het gasthuis geleidelijk gemoderniseerd met o.a. een operatiezaal en centrale verwarming.
Op 12 mei 1940 werd het ziekenhuiscomplex door Duitse bombardementen zwaar beschadigd. Onder leiding van stadsarchitect Jozef Fonteyn werd nog tijdens de oorlog gestart met de herstellingswerken.

### Ontwikkelingen van het gasthuis na de Tweede Wereldoorlog
Het Burgerlijk Gasthuis verloor zijn functie van algemeen ziekenhuis en de zorg zou vooral ingezet worden op specifieke doelgroepen zoals op bejaarden en langdurige zieken. Na de Tweede Wereldoorlog werd het tijdelijk een rustoord om de bejaarden van de toenmalige Commissie van Openbare Onderstand (COO) te huisvesten. In 1965-1966 werd het omgebouwd om als een rusthuis voor mindervaliden te kunnen fungeren. Vanaf 1966 tot 1997 werkte het gasthuis verder onder de benaming Sint-Elisabeth Verpleegtehuis. Ook in het lazaret werden bejaarde mannen en vrouwen ondergebracht.

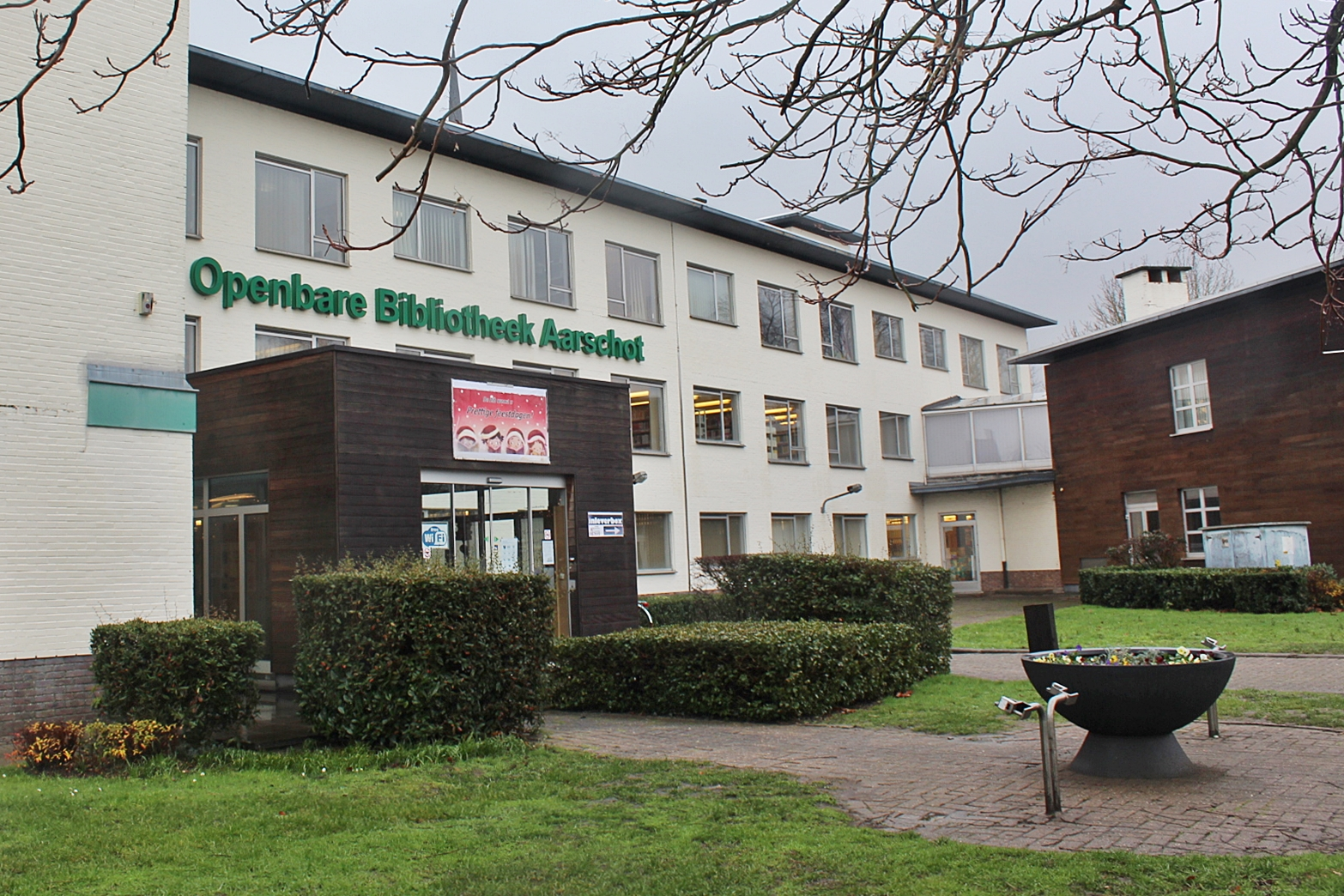
De voormalige 'V-dienst' (1980), thans Openbare Bibliotheek

In 1947 werd in het gedeelte van het lazaret gestart met een kraamafdeling. De capaciteit werd snel te klein en in 1960 werd naast het lazaret een nieuwe materniteit gebouwd. In 1966 werd het lazaret gesloten en in het midden van de jaren 1970 afgebroken. Omdat het aantal bevallingen vanaf de jaren 1960 begon terug te lopen, werd de kraamkliniek einde 1984 gesloten en in 1985 omgebouwd tot een volwaardig Rust en Verzorgingstehuis (RVT) voor bejaarden. In 1998 sloot deze dienst de deuren.
Voor de opvang van langdurige zieken waarvoor hospitalisatie vereist was, werd in 1971 door de COO besloten om een specifieke Verzorgingsdienst, de zgn. ‘V’-dienst, uit te bouwen met een capaciteit van 60 bedden. Bijna een decennium later, nl. in september 1980, was een nieuw gebouw op de plaats van het voormalige lazaret klaar en werden de eerste patiënten opgenomen. Het ontwerp was van de Antwerpse architect Karel Van Riel (1906-1995). In 1994 sloot de V-dienst en in de volgende periode tot 1999, werd het gebouw omgevormd als bijkomende capaciteit voor het RVT en als dienst voor palliatieve zorg.
In 1979 verkochten de zusters het uitbatingsrecht van de apotheek aan het OCMW. In oktober 1994 sloot de apotheek haar deuren. De oude uitrusting en de inboedel bleven in situ bewaard.
In 1980 werd in een gedeelte van de gasthuisschuur het Aleydistheater ondergebracht.

### Het einde van de communauteit van de grauwzusters in Aarschot
Het afnemend aantal intredingen na de Tweede Wereldoorlog en het feit dat de kloostergebouwen niet meer aan de behoeften aangepast waren, deed de communauteit van de grauwzusters besluiten om in februari 1977 Aarschot te verlaten en een nieuw klooster in Rillaar te bouwen.
De oude kloostergebouwen fungeerden van 1979 tot 2000 als onderkomen voor de stedelijke bibliotheek. Eind 1990 werd ook de gasthuiskapel gesloten.

### Renovatie en herwaardering van de site

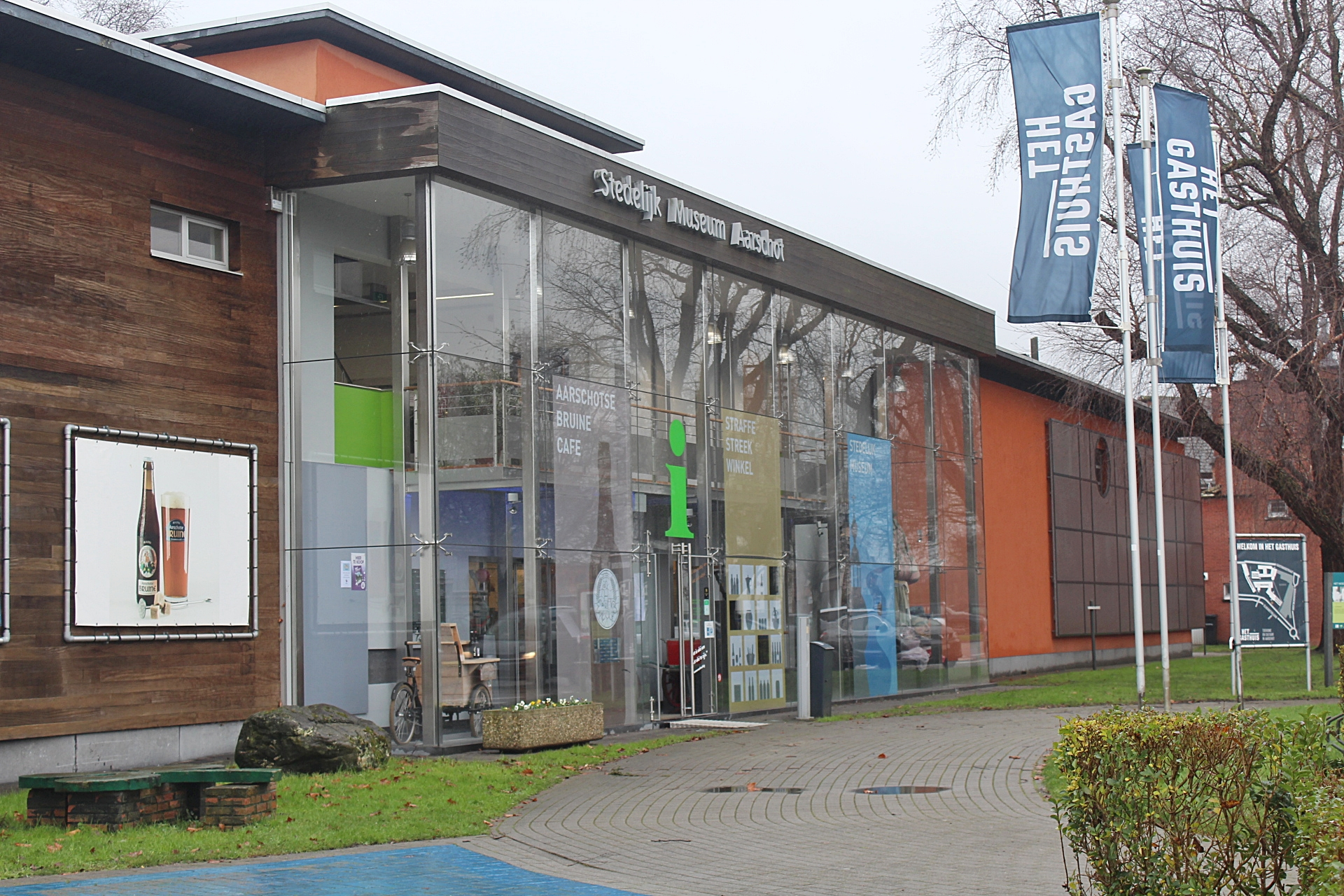
De vroegere kraamkliniek (1960) werd omgebouwd tot Stedelijk Museum

In 1994 besliste de stad Aarschot dat de vrijgekomen klooster- en ziekenhuisgebouwen het historisch kader zouden vormen van een culturele site, waar o.a. het Cultureel Centrum Het Gasthuis een plaats zou vinden. In mei 1999 werd de gerestaureerde kapel geopend als multifunctionele zaal voor podiumkunsten en tentoonstellingen. Het Burgerlijk Gasthuis werd in september 2000 ingehuldigd als een theaterzaal volgens de plannen van de Aarschotse architect Peter Van den Broeck. De aanpalende kloostergebouwen werden bestemd als cafetaria, administratie- en vergaderruimten. Eveneens in september 2000 ging in de vroegere V-dienst de Openbare Bibliotheek van start. In het gebouw van de vroegere materniteit opende in juni 2005 het Stedelijk Museum. In de oude ziekenzaal aanpalend aan de gasthuisschuur werd in 2012 een stadsbrouwerij ingericht.

## Architectuur
De site toont een overzicht van meer dan 350 jaar bouwgeschiedenis. De oudste kern met de kloostergebouwen (1655-1706) werd opgetrokken in traditionele bak- en zandsteenstijl waarin de lokale ijzerzandsteen als plint of hoekkettingen verwerkt werd. De latere uitbreiding (1767) met mansardedak vertoont de kenmerken van een Louis XV-stijl. Het Burgerlijk Gasthuis (1840) is een neoclassicistische gebouw waarvan het aspect van de gevel vooral bepaald wordt door blauwe hardsteen en witte zandsteen. In de neogotische kapel (1905) werd het oorspronkelijk interieur en decoratie bewaard. De gebouwen van de V-dienst (1980) getuigen met hun strakke lijnen en het gebruik van witgeschilderde baksteen van een ongecompliceerd functionalisme. Het gelijkaardig uiterlijk van de materniteit (1960) werd in 2001 verborgen achter een gerenoveerde gevel waarin glas en hout primeren.

## Bescherming en cultureel erfgoed
Sinds 7 juni 1994 werden de gebouwen van het vroegere klooster, de gasthuisschuur en ziekenzalen, de apotheek, het burgerlijk gasthuis en de neogotische kapel aangeduid als ‘beschermd monument’ en samen met de bibliotheek, het museum en enkele huizen in de Gasthuisstraat, opgenomen in een ‘beschermd stadsgezicht’. Met uitzondering van de huizen in de Gasthuisstraat werd de site op 14 september 2009 aangeduid als ‘vastgesteld bouwkundig erfgoed’.

## Afbeeldingen

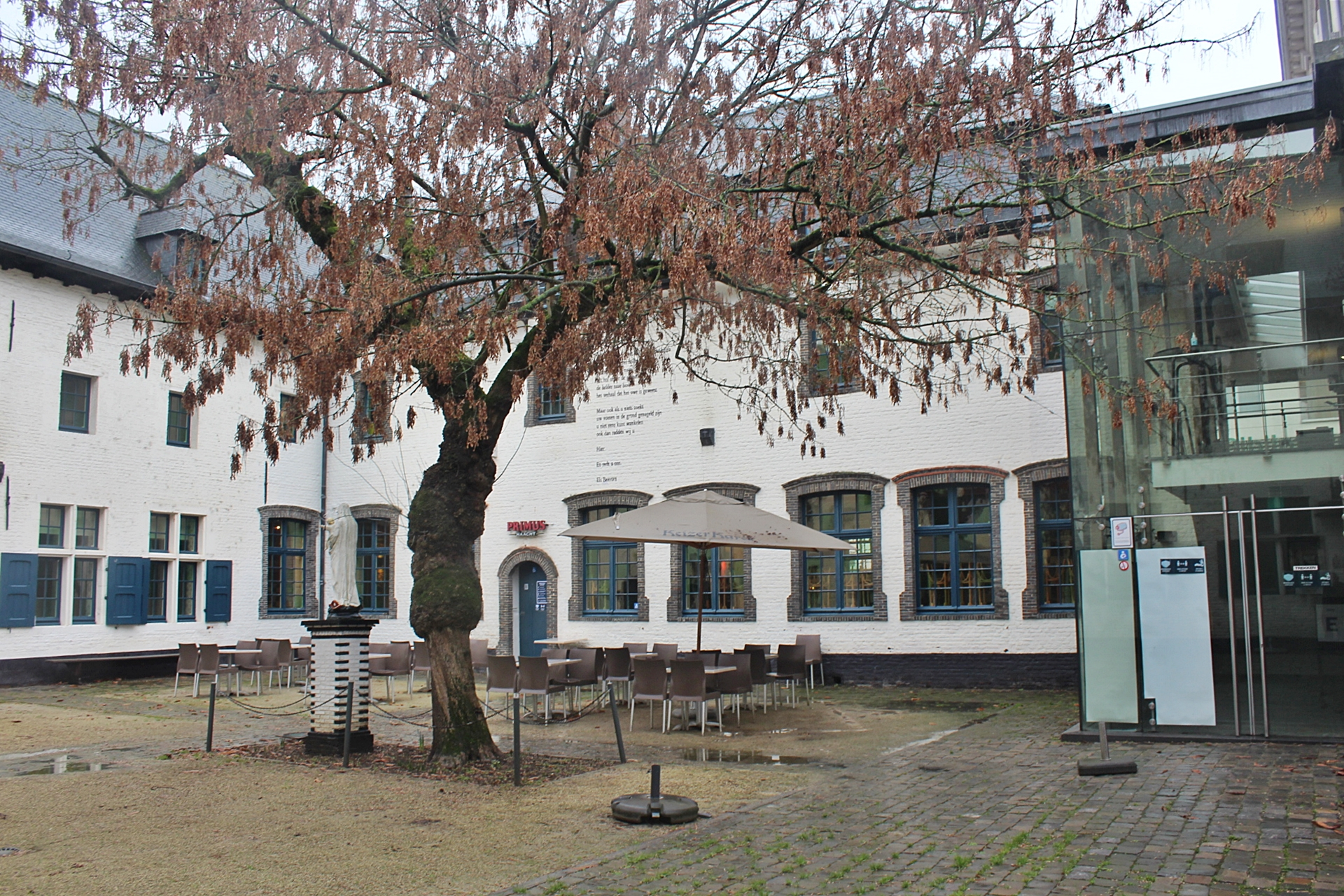
Binnenkoer van het klooster met links een vleugel uit 1655, midden het gebouw in Louis-XV-stijl (1767) en rechts de ingang naar het theater.
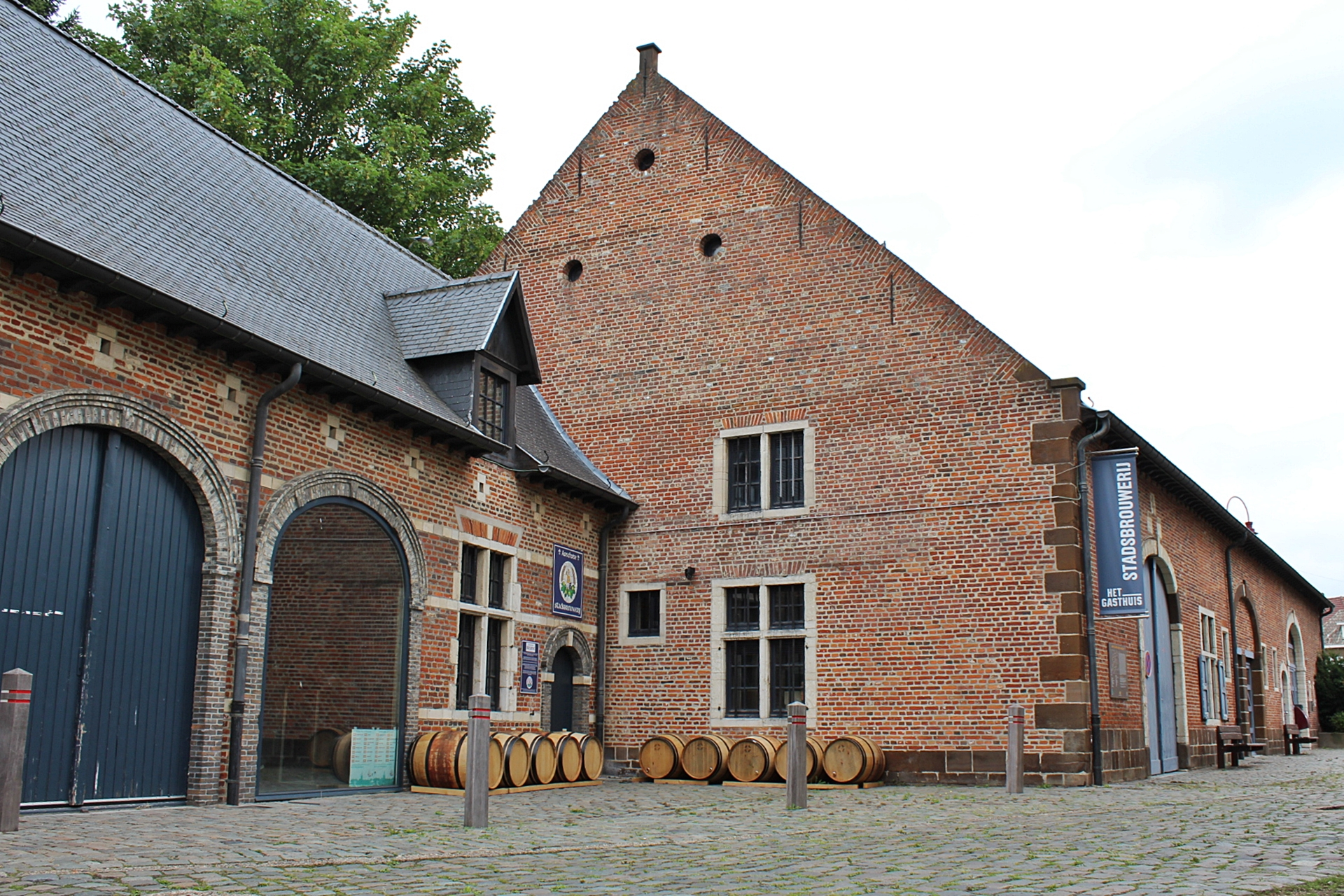
De vroegere Elisabethzaal (begin 18de eeuw); na 1840 o.a. in gebruik als boerderij en brouwerij.
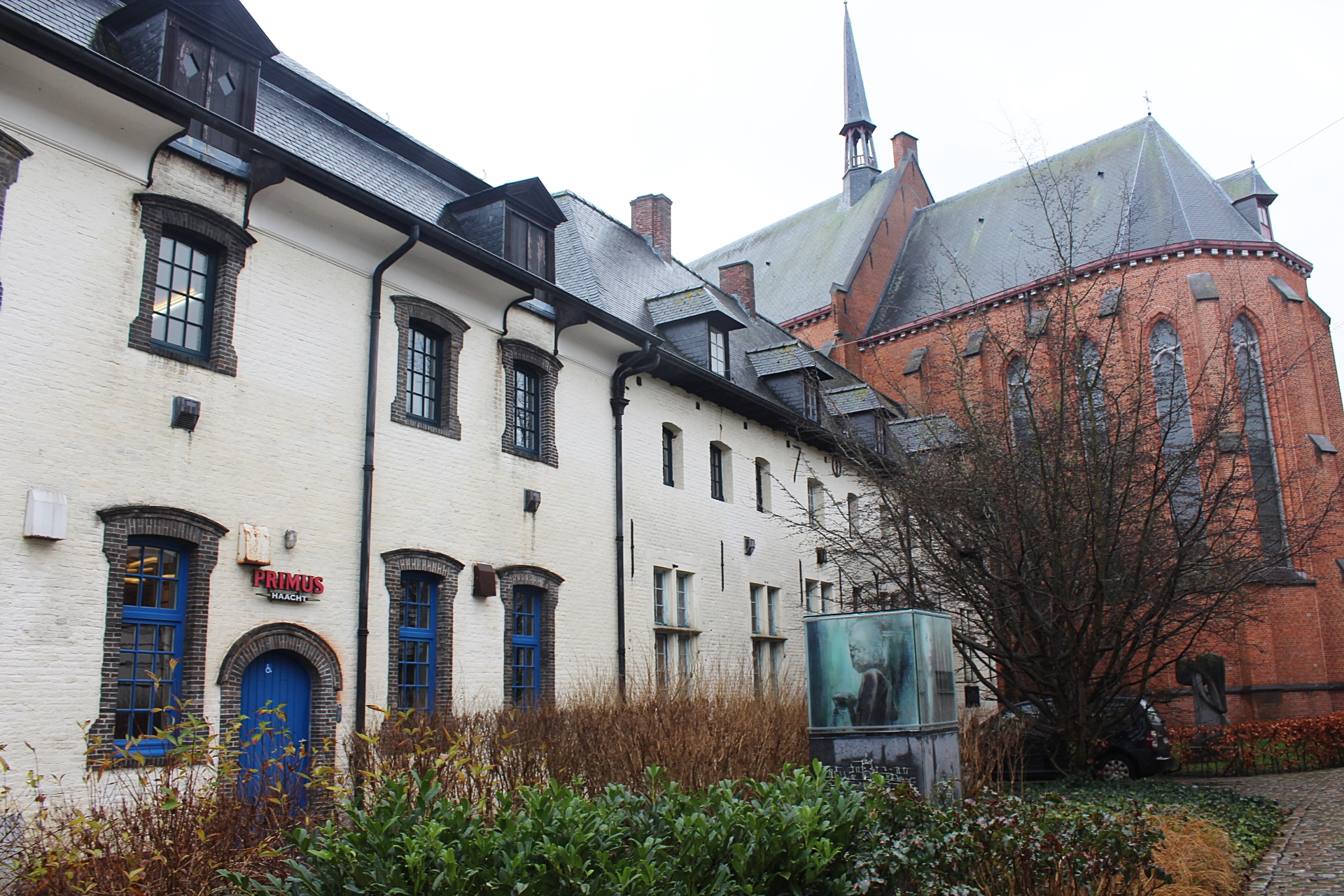
De achterzijde van de kloostergebouwen uit 1767, een vleugel uit het begin van de 18de eeuw en het koor van de gasthuiskapel (1905)